# Virginia Kidd
Virginia Kidd, née le 2 juin 1921 à Philadelphie en Pennsylvanie et morte le 11 janvier 2003 à Milford en Pennsylvanie, est une agente littéraire, écrivaine et éditrice américaine, dont le domaine de prédilection était la science-fiction et les domaines connexes. Elle a représenté des autrices américaines de science-fiction comme Ursula K. Le Guin, R. A. Lafferty, Anne McCaffrey, Judith Merril et Gene Wolfe. Gene Wolfe a créé le personnage Ann Schindler de son roman Castleview paru en 1990 en se basant en grande partie sur Virginia Kidd.

## Biographie
Kidd est née Mildred Virginia Kidd dans le district de Germantown à Philadelphie, Pennsylvanie. Elle est la plus jeune fille de Zetta Daisy Whorley et Charles Kidd, un imprimeur. Elle attrape la poliomyélite à l'âge de 2 ans et reste paralysée pendant un an de la poitrine aux pieds.Elle fréquente l'école de langues Berlitz où elle apprend l'espagnol, le latin, l'italien, le français et de l'allemand. Kidd découvre la science-fiction à l'âge de neuf ans et devient une fan de science-fiction. Elle fait partie du groupe The Futurians et, en 1941, elle devient l'une des membres fondatrices de la Vanguard Amateur Press Association. Elle n'a pas fait d'études universitaires, arguant « je ne pouvais pas aller à l'Université de Chicago, et je n'irais dans aucune autre ». Elle épouse le chanteur d'opéra Jack Emden en 1943 (le mariage dure jusqu'en 1947), puis l'écrivain James Blish ; leur mariage dure jusqu'en 1963. Elle a quatre enfants : Karen Anne Emden (née en 1944), Asa Benjamin Blish (née et décédée en 1947), Dorothea Elisabeth Blish (née en 1954) et Charles Benjamin Blish (né en 1956).
Kidd exerce avec succès en tant qu'écrivaine indépendante, écrivaine fantôme et correctrice d'épreuves. Elle est connue pour ses contributions à la science-fiction féministe, en soutenant et en représentant des autrices marginalisées. Son acharnement à surmonter les obstacles structurels dans son domaine fait d'elle un exemple éminent d'une femme d'affaires prospère qui a pu travailler aux côtés d'entreprises telles que Ace Publishing et Parnassus Books. Poètesse, elle publie Kinesis, un little magazine consacré à la poésie qui contribue à lancer la carrière d'écrivaines comme Sonya Dorman.
Ses nouvelles comprennent Kangaroo Court, publié en 1966 dans Orbit 1 (en) de Damon Knight 's et plus tard réimprimé sous le nom de Flowering Season. Elle a édité ou co-édité plusieurs anthologies de science-fiction : Saving Worlds : A Collection of Original Science Fiction Stories (avec Roger Elwood (en), 1973) ; La planète blessée (1974); Le Meilleur de Judith Merril (1976); Millennial Women (1978); Interfaces: An Anthology of Speculative Fiction (1980) et Edges: Thirteen New Tales from the Borderlands of the Imagination (1980) (ces deux derniers avec sa cliente et amie Ursula K. Le Guin). Millennial Women a reçu le 12e prix Locus en 1979.

## Agence littéraire Virginia Kidd
En 1965, elle fonde l'agence littéraire Virginia Kidd Literary Agency, dont le siège est chez elle, à Arrowhead, à Milford, en Pennsylvanie, et attire rapidement des clients de la communauté de la science-fiction. Elle s'est imposée comme la première femme agente littéraire dans la fiction spéculative. Kidd était une ami proche de Judith Merrill, partageant une chambre avec elle à New York dans les années 1940. En 1961, Merrill présente Kidd à Anne McCaffrey dans une épicerie, rencontre qui marque les débuts une longue et fructueuse relation professionnelle. En plus d'être l'agente et l'éditrice de McCaffrey, Kidd lui fournit un soutien émotionnel et des cours d'anglais de niveau universitaire, même si elle lui pourvoie aussi des critiques sévère, lui disant par exemple de brûler la première version de Dragonquest. Ses clients comprennent David R. Bunch (en), Juanita Coulson, George Alec Effinger, Alan Dean Foster, Richard E. Geis, Ursula K. Le Guin, Zach Hughes, Laurence Janifer (en), RA Lafferty, Anne McCaffrey, Judith Merril, Ward Moore, Christopher Priest, Frank M. Robinson, Joanna Russ et Gene Wolfe.
Elle se retirée de la gestion active de l'agence au milieu des années 1990 en raison de problèmes de santé dus à un diabète. Elle meurt en 2003, et son agence reste active après sa mort. Elle écrit « dans les fissures » selon ses propres termes tout au long de sa vie, publiant sa dernière nouvelle, Ok, O Che? by K., en 1995, et son dernier poème, Argument, en 1998.

## La méthode Milford
Avec l'auteur Damon Knight et son mari James Blish, Kidd a développé une méthode de critique connue internationalement sous le nom de méthode Milford. La critique se déroule comme suit :
- Le texte est distribué et lu par les critiques.
- Les critiques prennent leurs notes.
- L'auteur du texte écoute en silence tandis que les critiques partagent tour à tour leurs critiques.
- L'auteur ne peut répondre qu'aux questions par oui ou par non.
- L'auteur est autorisé à répondre, sans interruption, à la fin du cercle[13].

La méthode Milford est toujours employée par le Milford Writer's Workshop (en) et s'est propagée à divers autres groupes d'écriture.

## Publications

### Travaux
- Suburban Harvest, 1952
- Assignment Christmas Spirit, 1966
- Happily Ever Once Upon (A Play), 1990
- Ok, O Che, Aberrations, 1995
- A King of King, With All of Love: Selected Poems, 1995
- Kangaroo Court, Orbit I, 1996
- Argument, Weird Tales 55, Fall 1998

### Livres édités
- Anne McCaffrey, Dragonflight. New York: Ballantine, 1968.
- Ursula K. Le Guin, The Eye of the Heron. New York: Victor Gollancz Ltd, 1982.

### Anthologies
- Saving Worlds: A Collection of Original Science Fiction Stories. New York: Doubleday & Company, 1973. (Republished as The Wounded Planet. New York: Bantam Books, 1974.)
- The Best of Judith Merril. New York: Warner Books, 1976.
- Millennial Women. New York: Delacorte, 1978.
- Edges: Thirteen New Tales from the Borderlands of the Imagination. New York: Pocket Books, 1980.
- Interfaces: An Anthology of Speculative Fiction. New York: Ace Books, 1980.

### Traductions
The Monster in the Park. de Gérard Klein (traduit du Français by Virginia Kidd). The Magazine of Fantasy and Science Fiction, Vol. 21, No. 3, 1961